# Фландрия
Вижте пояснителната страница за други значения на Фландрия.
Фландрия (на нидерландски: Vlaanderen [ˈvlaːndərə(n)]  ( чуйте); на френски: Flandre [flɑ̃dʁ]) е северната част на Белгия, в която се говори предимно нидерландски език. Съществуват няколко припокриващи се дефиниции за термина, в това число свързани с култура, език, политика и история. Тя е една от общностите, регионите и езиковите области в Белгия. Демонимът свързан с Фландрия е фламандец, а прилагателното – фламандски. Официалната столица на Фландрия е Брюксел, въпреки че сам по себе си Брюксел е с независимо регионално управление, а правителството на Фландрия само наблюдава някои културни аспекти от живота в Брюксел.